# Flora Lapponica

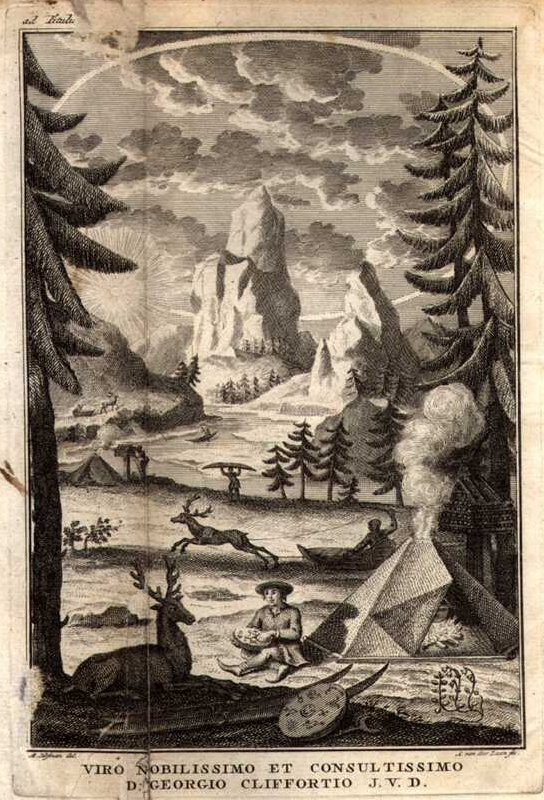
Frontespizio di Flora Lapponica

Flora Lapponica (Amsterdam, 1737) è un resoconto delle piante della Lapponia scritto dal botanico, zoologo e naturalista Linneo (1707-1788) in seguito alla sua spedizione in Lapponia.
Nel periodo tra il 12 maggio 1732 e il 10 settembre 1732, e con un finanziamento dalla Regia società delle scienze di Uppsala per il suo viaggio, Linneo riuscì a combinare il suo interesse in medicina con quello in storia naturale per compiere un viaggio di cinque mesi in Lapponia per raccogliere animali, piante e minerali.
In Flora Lapponica le idee di Linneo circa la nomenclatura e la classificazione furono messe in pratica per la prima volta, facendo di questa opera il primo trattato di floristica proto-moderno. Il resoconto tratta 534 specie, usa il sistema di classificazione linneano e include, per le specie descritte, distribuzioni geografiche e note tassonomiche. Fu Augustin Pyramus de Candolle che considerò Flora Lapponica il primo esempio nel genere botanico degli scritti di floristica. Lo storico di botanica E.L. Greene definì Flora Lapponica come “il più classico e il più gradevole tra gli scritti di Linneo”.
Una pianta lappone, la Linnaea borealis, fu chiamata così dal noto botanico Johan Frederik Gronovius per commemorare i traguardi di Linneo. Nella Critica Botanica Linneo usa questo nome per promuovere l'utilizzo di nomi personali commemorativi come nomi botanici:
(Frans Stafleu)
Un aggiornamento di quest'opera fu pubblicato nel 1792 da James Edward Smith, che citò Linneo come autore principale e usò la nomenclatura binomiale linneana. Questi libri non vanno confusi con "Flora Lapponica" del 1812, di Gerog Walhenberg, il quale catalogò le specie secondo i tipi di vegetazione e le aree geografiche.